# Рух за соціал-демократію
Рух за соціал-демократію (грец. Κινήμα Σοσιαλδημοκρατών, ΕΔΕΚ; ЕДЕК) - політична лівоцентрична партія Республіки Кіпр. Заснована у 1969 році, до 2000 року мала назву Об'єднаний демократичний союз центру.

## Заснування
Партія була створена у часи, коли на Кіпрі мали вплив комуністична партія АКЕЛ та партії правого спрямування Демократичне об'єднання (ДІСІ) та Демократична партія (ДІКО). ЕДЕК зайняла нішу між ними. Засновником Об'єднаного демократичного союзу центру в 1969 році став Васос Ліссарідіс. Незабаром почала діяти молодіжна організацію партії, у селах розпочалося формування партійних осередків.

## Ідеологія партії
Установча декларація зазначила, що партія має на меті вирішити кіпрську проблему та уникнути поляризації в політичному житті країни. Проголошувалося партійне співробітництво у вирішенні кіпрської проблеми; політика неприєднання та позитивного нейтралітету; підтримка кооперативного руху; впровадження державного плану надання медичного обслуговування; безкоштовна освіта; державний контроль за банками та інше.
На Всекіпрському Установчому з'їзді партії у 1970 році у була зазначено про підтримку всіх рухів визволення, руху неприєднання, осуд колонізації та расистських режимів. Діяльність ЕДЕК базувалпся на принципах соціалізму, як серединна ідеологія між традиційними лівим і правим спрямуваннями.
ЕДЕК налагодила співпрацю з соціалістичними партіями та національно-визвольними рухами багатьох країн. У 1999 році стала членом Соцінтерну.
У 2000 році партія отримала нову назву. Був прийнятий новий статут. У діяльності партії був зроблений акцент на якість життя, охорону навколишнього середовище, захист основних прав людини, розвиток ринкової економіки, децентралізацію влади. Об'єднання Кіпр маю бути вирішене мирним шляхом.
У програмній декларації, прийнятій на Всекіпрському з'їзді у травні 2012 року, ЕДЕК виступає за зміни у політичному житті країни, оскільки діяльність крайніх правих і крайніх лівих погіршило становище суспільства. Партія виступає за реформування державного управління, забезпечення прозорості та ефективності. Має зрости роль громадян у контролі за владою, покращення роботи представницьких органів.

## Участь у виборах
На своїх перших парламентських виборах у 1970 році Об'єднаний демократичний союз центру отримав два місця з 35 виділених для греків-кіпріоти з 13,4 % голосами виборців. На виборах у 1975 та 1985 роках партія отримала 4 і 3 місця відповідно.
На виборах у 1986 році кількість місць у парламенті для греків-кіпріотів була збільшена до 56. ЕДЕК, набравши 11,07 % голосів виборців, отримав 6 мандатів, а голова партії В. Ліссарідіс був обраний Головою Палати Представників. У 1990 році партія у парламенті представляло 7 депутатів. На виборах у 1996, 2001, 2006, 2011 роках ЕДЕК отримував 5 мандатів. У 2011 році Палату Представників очолив голова партії ЕДЕК Янакіс Оміру. На парламентських виборах у 2016 році ЕДЕК, набравши 6,18 % голосів отримала 3 місця.
На парламентських виборах ЕДЕК брала участь в коаліції з партією «Громадський альянс». Вони набрали 6,78 % голосів і отримали 4 місця. ЕДЕК вперше не потрапила в четвірку партій, що отримали найбільше місць у кіпрському парламенті.